# Krunker.io
『Krunker.io』（日本語: クランカーイオ）は、Sidney de VriesとVincent de Vriesにより制作され、現在FRVRにより運営されているボクセル調のブラウザFPSゲーム。2018年5月20日にサービスが開始され、対応プラットフォームはMicrosoft Windows・MacOS・iOS・Android。
略称は『Krunker』『クランカー』である。

## 概要
WebGLを使っているためブラウザ上でプレイすることができ、Google Chrome、Firefox、Safari、その他のブラウザでも正常な動作が期待できる。
基本プレイ無料であり、別途課金することでゲーム内通貨 (KR:Krunkies) を購入することができる。FPSゲームの中でも非常に軽量であり、環境が整っていればノートパソコンでも動作する。Google PlayおよびApp Storeにてスマートフォン版クライアントが公開されている。
ショットガン、スナイパーライフル、アサルトライフル、サブマシンガン、ロケットランチャー、クロスボウ、リボルバー、機関銃など2022年12月現在で14種のロードアウトがあり、マップを自分で作ったり、他のプレイヤーが作ったマップを遊んだりすることができる。また、Fov（視野角）や感度、画面解像度等の様々な細かい設定ができるのも特徴でプレイヤーのニーズに応えられるようになっている。

## ユーザー登録
メールアドレスなどを使った登録は必要なく、ユーザー名とパスワードのみでユーザー登録が完了する。ユーザー登録をするとプレイの成績や動画広告によってKRと呼ばれるゲーム内通貨を入手でき、武器やキャラクターのスキンを入手できる。
パスワードは変更できる。30分に一回パスワードを変更することができる。
また、2024年10月のアップデートにより2段階認証が導入された。

## トレード機能
相手と自分の武器スキンなどと交換できる。レベル20から解放される。方法は以下の通り。
①　Krunker hubを検索してトレードしたい相手の名前を入れる。
②　プロフィール左の水色の「Trade」ボタンを押して、交換したいアイテムを選択し、「Submit offer」を押す。費用としてKRが必要。
③　相手が申請を許可すると、交換成立。
1回当たり5個、Krunker Premiumに加入している場合は最大15個まで交換が出来る。

## Krunker Premium
加入すると一定期間特典が得られる。効果は以下の通り。
- プロフィールに金色のバッチが付与される。
- 一定期間マッチ上の名前の変更ができ、終了後は戻る。
- 毎月50000KRが抽選で当たるチャンスがある
- 肌色を自由にカスタム可能
- /god /noclip /kill /smite の4つのコマンドが使用可能
- Host Gameにて最大16人までのルームの作成が可能。
- カスタムマップ内の[プレミアムエリア]への入場が可能である。
- カスタムオブジェクトの上限が増加
- 1マッチ当たり最大40KR獲得可能になる
- Krunker Marketへの出品上限数増加（40個まで）
- 大きなマップサムネイルが見られる
- アイテムトレード数が5個から最大15個までになる
- カスタムオブジェクトのアップロードファイルサイズが増加
- アップロードコストが免除
- アップロード数の上限が増加

以上の特典は、ゲーム内通貨のKRを消費することで受けられる。

## クライアント版
2021年10月現在では、クライアント版が公開されフレームレートの上限が解放できるなど、現状ブラウザ版では実装されていない機能を利用することができる
ダウンロードはゲーム画面右上のダウンロードボタン（下向き矢印）をクリックし、ダウンロードしたインストーラを起動させるだけで最新のバージョンでプレイできる。
公式以外にも、個人などによって作られた非公式クライアントが多く存在する。

## ゲームポイント
Krunkerは、主にキルすることでポイントをゲットし、そのスコアを競うのが主である。基本ポイントに追加ポイントを足して試合に勝つことを目指す。
Regular kill
敵をキルすると必ずもらえる基本ポイント。
Hardpoint
Hardpoint (point) マッチの指定区間内にいるときにだけもらえるポイント。
Assist
自分が一定ダメージ与えた敵が別の原因(落ちて死亡・他の敵にキルされる等)で死亡した時にもらえるポイント。
Score zone
Bhopなどのゲームで、あるスコアゾーンに入るともらえるポイント。値はマップ制作者が設定する。

### 追加ポイント（Regular kill+ポイント）
Headshot
敵の頭部分に当ててキルするするともらえるポイント。
Mid air
キルした時に空中にいるともらえるポイント。
Longshot
スナイパーライフルとロケットランチャー以外の武器で一定以上の距離からキルするともらえるポイント。
First blood
試合で最初に敵をキルするともらえるポイント。
Close call
HPが20%以下の状態で敵をキルするともらえるポイント。
Double ~ Super kill
一定時間内に敵を連続でキルする。最大8連続で、連続キルするごとにボーナスポイントを獲得できる。
No scope
スナイパーライフルのスコープを覗かずにキルするともらえるポイント。
Quick scope
スナイパーライフルのスコープを覗いて直ぐにキルするともらえるポイント。
Driftkill
走った状態でしゃがむことで出来るスライディングをしながらキルするともらえるポイント。
Buzzkill
敵が連続キル（キルストリーク）をした後、その敵を最初にキルするともらえるポイント。
5キルストリーク、10キルストリーク、20キルストリークで増加するポイント。
Execution kill
敵をナイフ（近接武器）でキルするともらえるポイント。
Bullseye
敵にナイフ（近接武器）を投げてキルするともらえるポイント。
Beatdown
拳でキルするともらえるポイント。貰えるポイントが1番高い。
Wallbang
薄い壁など弾が貫通するオブジェクト越しにキルするともらえるポイント。
Revenge
最後に自分を倒した敵をキルするともらえるポイント。
Turbo kill
移動速度が180を超えている状態でキルするともらえるポイント。
Gengis Khan kill
モンゴル馬に乗りながら敵を蹂躙すると貰えるポイント。

### CTFモード限定の追加ポイント
Snatch
旗持ちの敵をキルするするともらえるポイント。
Pickup
敵陣又は味方が落とした旗を拾うともらえるポイント。
Return
落ちた敵の旗を拾う（自陣に戻す）ともらえるポイント。
Capture
敵陣の旗を自陣に運ぶともらえるポイント（この時自陣に自分たちの旗がないといけない）。

## ゲームモード
全32のゲームモードが存在しているが、もっとも一般的なのはFFA、競技シーンではHard pointが主にプレイされている。

### ゲームモード一覧
Free For All
自分以外は全員敵のモードで一定時間内に稼いだポイントの合計を競う。敵を倒すほかに
アシストでもポイントを獲得できる。
Team Deathmatch
ラウンド開始後初回出撃時に自動的にチームが振り分けられ、チーム内で一定時間に稼いだ
ポイントの合計を競う。略称はTDM。
Hardpoint
TDM同様チーム分けをされるが一分ごとにフラッグエリアが移動し、エリア内にいるとポイントを獲得できる。チーム内で稼いだポイント合計を競う。
Capture the Flag
チーム振り分けがされるがTeam DeathmatchやHardpoint と違うところは敵のフラッグを自陣まで運ぶことが目的であること。敵や味方がフラッグを持っているときは画面上に「your/enemy team has flag」と表示され、フラッグは壁などのオブジェクト越しでも見える。フラッグも持っている敵を倒したり、フラッグを運んだり、敵によって運ばれていたフラッグを自陣に戻したりするとポイントが獲得でき、チームでポイント合計を競う。略称はCTF。
Parkour
Hide & Seek
かくれんぼのモード。マッチ開始時にランダムに鬼役にされたされたプレイヤーが目隠しをされている間に他のプレイヤーはオブジェクトの隙間などに隠れ、鬼となったプレイヤーは全員を探し出す。見つけられたプレイヤーは鬼になってプレイヤーの捜索に加わる。武装は基本的にせずナイフを持ったRunnerのロードアウトでゲームがスタートする。ナイフで鬼が別のプレイヤーを倒すこともできる。
Infected
ゾンビモード。ゲーム開始から一定時間後、プレイヤーの中から数人のゾンビ役が選ばれる。ゾンビ役になったプレイヤーは所持しているナイフで未感染プレイヤーを攻撃し、殺すか、未感染プレーヤーに触れるかで感染させる。未感染プレイヤーは障害物や武器を利用してゾンビ役プレイヤーから逃げる。一定時間耐えればプレイヤーの勝ち。全員感染させればゾンビ側の勝ち。
Race
障害物を避けながら対応マップのクリアタイムを競う。
Last Man Standing
基本的なルールはFFAと変わりないが、一度死ぬとリスポーン出来ず、観戦のみとなる。主にバトルロワイヤルマップに使われる。
Simon Says
選ばれた人 (Simon) は5000HPを与えられ、krunkerのチャット機能を使って遊ぶ。元は、英語圏の子供たちの遊びで、日本で言う命令ゲーム。
Gun Game
プレイヤーは最初ピストルで装備し、敵を倒すごとに武器が変わっていく。またナイフや投げナイフでキルすると倒したプレイヤーの武器が1個前に戻るので妨害も可能。最初にすべての武器でキルをしたプレイヤーがトップとなり、達成した武器数順に順位が確定する。
Prop Hunt
Hide&Seekと同じく、かくれんぼのモード。しかし、このモードではなにかのオブジェクト（例:木箱）に扮して隠れる。鬼となったプレイヤーは全員を探し出す。
Boss Hunt
プレイヤーの中からマッチ開始時にランダムに抽出された一人のボスを他のプレイヤーが協力しながら倒すゲームモード。ボスのHPは通常時と比べ100倍近くになっている。自動回復はない。ボスに選ばれたプレイヤーは逃げ回り制限時間の間生き残れば勝ち。ボスもそうでないプレイヤーも武装している。
Classic FFA
基本的にはFFAとは変わらないが、スライディング・ウォールジャンプ、ナイフが使えない。
Deposit
これは敵を倒すとドロップするコインを、1分ごとに移って行くフィールドに持っていくモード。味方が落としたコインは敵に回収されるのを阻止できる。
Stalker
ハロウィンイベント向けのイベント。どのマップも薄暗く見えにくなり、不穏な音楽が流れる。選ばれたプレイヤーは400HPを持ち、体力バーが表示されない。また1秒以上止まると透明化し、他プレイヤーからは見えなくなる。ストーカーはプレイヤーを全滅させれば勝利。キルすることで体力を回復できる。
King of the Hill
HardpointのFFA版で、エリア内にいるとポイントを獲得できる。
One in the Chamber
意訳をすると「薬室の中にひとつ」となり、その名の通り各プレイヤーにはDesert Eagle1発分が与えられる。このモードだと体力は10となり、当たれば弾薬は減らない。もし外してもナイフキルすることで回復する。先に3キルしたプレイヤーの勝ち。
Trade
krunker.io2周年から追加されたTrade機能と同時に追加されたモード。他プレイヤーとトレードをすることが出来る。
Kill Confirmed
敵を倒した時に倒れたその場に残るコインを集めて最終的にその数を競うチームデスマッチ。倒された味方からもドロップするので、敵に取られるのを阻止することも出来る。
Defuse
ルールはVALORANTのアンレートモードに類似し、ディフェンダーとアタッカーに分かれて爆弾を指定範囲に設置・解除をする。爆弾は設置してから30秒後に爆発し、持つと移動速度が遅くなる。また1度キルされるとリスポーン出来ずに観戦モードとなる。
Sharp Shooter
これは全てのプレイヤーが一定時間ごとにランダムな武器を装備するというFFA。キルストリークに応じてが付与される。
Traitor
Raid
PvE形式のモード。
Blitz
Domination
マップ上に出現するA、B、Cの三つのゾーンを占領し、奪ったり守ったりするモード。ゾーンにいるとスコアが溜まっていく。
Squad Deathmatch
プレーヤーは自動で四人ごとのチームに振り分けられる。一番ポイントの多かったチームの勝利。
Kranked FFA
これは一度敵をキルするとタイマーが作動し、カウントダウン中にまた敵をキルするとタイマーがリセットされるFFA。カウントダウンが終わってしまうと爆発し死んでしまうが、この爆発は敵にもダメージ判定がある。カウントダウン中はいろいろなバフが付与される。
Team Defender
マップに出現する赤のフラッグを持ち、スコアを20スコアずつためていくモード。フラッグを持っているプレーヤーを撃破するとフラッグをドロップする。
Deposit FFA
DepositのFFA版。
Chaos Snipers
装弾数１発のスナイパーライフルと素手をプレーヤーに装備させる。
Bighead FFA
基本的にはFFAと同じだが、敵を倒すごとに操作しているキャラクターの頭の部分が大きくなっていく。

## Host game機能
全てのプレイヤーはHost gameと呼ばれるルームを設立させることが可能でマップローテーション、ゲームモードを設定できるほか、使用武器やジャンプ力、体力や制限時間など細かい設定もできる。
またマナーを守らないプレイヤーを蹴る（強制的に退出させる）ことや、そのルームへの出入りを禁止することもできる。
未ログイン状態だと6人、ログインすると10人、Krunker Premium会員は16人、公認コンテンツクリエーターは20人までのルームが作成可能。また、誰でも1000KRを支払うことで40人の大規模な部屋の設立が可能。

## マップ一覧
マップは公式サーバーが運営している公式サイトマップとカスタムサーバー（ホストユーザーがルール、プレイ人数、プレイヤーのキック、出入り禁止、ロードアウトの限定などができるモード）のみで利用できるカスタムマップがある。カスタムサーバーで公式マップをプレイすることはできるが公式サーバーでカスタムマップをプレイすることはできない。公式サーバーだけでも10近く存在し、カスタムサーバーは次々と増加していっている。マップエディタでマップを製作することも可能。

### 公式マップ
Burg
krunkerにて最初に実装されたマップ。構成は、『CS:GO』のマップ『DUSTⅡ』のオマージュとなっていたが、今では中世がテーマとなったマップとなっている。開けた場所が多い。
Littletown
CoDシリーズの人気マップ「Nuketown」のオマージュ。ほとんど配置は同じだが、若干横に広がっている。
Sandstorm
Burgと同じく、砂漠の中の小型都市が舞台のマップだが前者よりも広く見通しがよい。
Subzero
スキー場らしき場所が舞台のマップで教会らしきところがある。
Undergrowth
マップを囲む外周通路の中に細い通路がいくつか存在するマップ。
Shipment
Freight
前者と似た雪原が舞台のマップで直線が少ない。
Lostworld
カウンターストライクのマップAztec（アステカ）のオマージュとなっており、基本的な構成は同じである。開けた場所も多いが障害物や角が多い。
Citadel
中心に大きな塔がある。サブ武器のSawed offを使うことにより、頂上に登ることが出来る。全体的に緑色の霧で薄暗い。
Oasis
バモス砂漠の廃墟がテーマだが、ヤシの木とみられるものや、彫像などの他のマップにない装飾物がある。
Kanji
日本の夜の高層ビルをイメージしたマップ。日本語の看板やネオン等の照明が多く、近未来を感じさせるマップ。長い直線や様々な建造物≒障害物が多く、近距離から遠距離まで全てのクラスに対応している。Kumori（くもり）という名前で公開されていたが、様々な意見を基に大幅な改良がなされた。その後投票のためマップは削除され、再び戻ったがまたもや意見が沢山届き、再び削除。外観、マップをがらりと変え、現在のマップが導入された。
Industry
工場をイメージして作られており、倉庫らしき場所や、空が夕方に設定されていて、広い場所や高低差がある場所も多い。
Lumber
木材が置かれている倉庫がある。
Evacuation
世紀末の都市をイメージとして作られている。
Site
Sky Temple
日本純和風のマップであり、長く広い道が多い。
Lagoon
Bureau
Tortuga
Tropicano
Krunk_Plaza
Arena
Habitat
Atomic
Old_Burg
Throwback
Stockade
Facility

## マップエディタ
マップを新しく作り、公開が出来る。
詳しくはこちら（公式サイト）

## ロードアウト一覧
プレイヤーはユーザー登録しているプレイヤーだけでなくゲストプレイヤーもキャラクターを設定でき、キャラクターによってどの武器を所持できるかが変わる。またロードアウトによって移動速度、ジャンプ力、HPも変わる。
現在、ログインしていないとVince（ショットガン）、Bowman（クロスボウ）、Detective（リボルバー）、Hunter（スナイパーライフル）が使用できなくなっている。
Triggerman
アサルトライフルとサブ武器を装備する。krunkerの初期設定時に使われている。
Hunter
スナイパーライフルとサブ武器を装備する。
Run N Gun
サブマシンガンを装備する。
Spray N Pray
ライトマシンガンを装備する。ジャンプ力が低く移動が遅いがバニーホップをすることである程度移動を速くできる。また、全キャラの中で1番HPが多い。
Vince
ショットガンとサブ武器を装備する。地面に向けて撃ちながらジャンプすると、高く飛べる。
Detective
リボルバーを装備する。
Marksman
セミオートライフルとサブ武器を装備する。
Rocketeer
ロケットランチャーとサブ武器を装備する。壁越しに敵にダメージを与えることができる。他のキャラよりもHPが多く、地面に向けて撃ちながらジャンプすると、高く飛べる。
Agent
サブマシンガンを両手に持った状態のデュアルサブマシンガン（Akimbo Uzi）を装備する。ADSができない。
Runner
ナイフを装備する。
Deagler
カスタムマッチのみで使用可能。Desert Eagleをメイン武器とし、サブ武器はナイフのみ。
Bowman
クロスボウとサブ武器を装備する。クロスボウはこのゲームの中で唯一偏差が発生する武器である。長い間溜めておくとチャージがリセットされ、最低ダメージになる。
Commando
バーストアサルトライフルを装備する。
Trooper
Blasterを装備する。電子的な射撃音で、ヘッドショット判定と距離減衰が無く安定的なダメージが出せる特徴的なフルオート武器。
Survivor
武器は持たずスコアを消費することで壁、階段などの建築ができる。
Infiltrator
チャージライフルを装備する。

### サブ武器
Pistol
平均的なサブ武器。
Grappler
カスタムゲーム専用武器。
Desert Eagle
Pistolに比べて高い威力を誇るが連射力はピストルより劣る。アカウントレベル15で使用可能。
Sawed OFF
弾数が一発のみのショットガン。Vinceが持つショットガンよりも大幅に射程と威力が引き下げられている。キル目的で使う事以外にも、地面に撃ちこみ、ハイジャンプを決めるのに使う事も出来る。アカウントレベル20で使用可能。
Noob Tube

Auto Pistol
フルオートピストル。アカウントレベル30で使用可能。
Zapper
Tehchy-9
バースト式のサブ武器。アカウントレベル40で使用可能。
Alien Blaster
電子音を発するピストルの上位互換のようなサブ武器。弾数は4発と少ない。アカウントレベル50で使用可能。
Combat Knife
上記のサブ武器の他でロードアウトが持つことのできる武器。リーチは短いが威力は高い。クリック長押しで連続して攻撃できる。ナイフを投げることが可能。長い間溜めておくとチャージがリセットされる。投げた後は戻らず素手となるが敵に倒されるとナイフが再度使用可能となる。

## クラフト機能
プレイヤーは、通常マッチ中にランダムにマップ内に配置されているアイテムを規定の数集めることで高いレアリティのスキンを獲得できる。